# Distrito de Varsovia

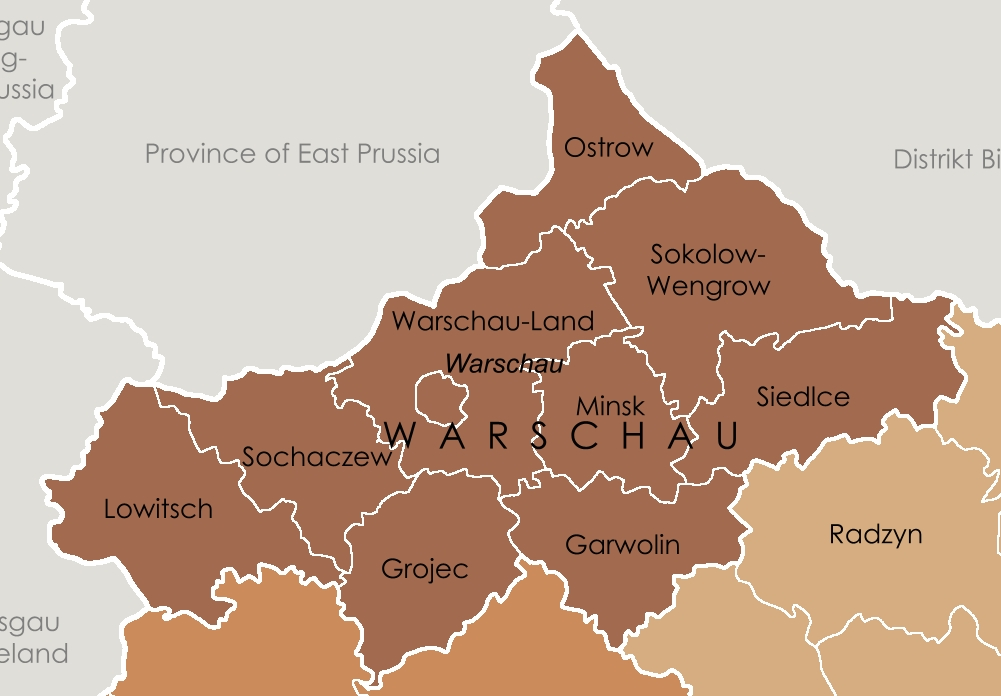
Mapa del Distrito de Varsovia.

El distrito de Varsovia (en alemán: Distrikt Warschau) fue uno de los primeros cuatro distritos nazis de la región del Gobierno General de Polonia ocupada por los alemanes durante la Segunda Guerra Mundial, junto con el Distrito de Lublin, el Distrito de Radom y el Distrito de Cracovia. Limitaba al norte con la Regierungsbezirk Zichenau (parte de Prusia Oriental) y el Distrito de Bialystok. La región contenía más de 60 guetos nazis, incluido el gueto de Varsovia.